# Verkiezing secretaris-generaal Organisatie van Amerikaanse Staten 2025
De verkiezing van de secretaris-generaal van de Organisatie van Amerikaanse Staten in 2025 werd gewonnen door Albert Ramdin uit Suriname. De verkiezing vond plaats op 10 maart 2025 en de overdracht door zijn voorganger Luis Almagro uit Uruguay zal plaatsvinden op 25 mei 2025. Ramdin bleef als enige over toen zijn tegenkandidaat Rubén Ramírez Lezcano uit Paraguay op 5 maart 2025 door zijn president Santiago Peña teruggetrokken werd. Hij treedt aan bij de OAS op 25 mei 2025.

## Achtergrond
Op grond van het Handvest van de OAS wordt de secretaris-generaal voor een termijn van vijf jaar gekozen door de Algemene Vergadering van de organisatie en kan hij of zij één keer worden herkozen voor een extra termijn.
De verkiezing werd gehouden om een vervanger te benoemen voor Luis Almagro uit Uruguay, wiens tweede termijn van vijf jaar als secretaris-generaal op 25 mei 2025 afloopt.

## Kandidaten
Lidstaten werden gevraagd hun kandidaten tot en met 3 februari 2025 schriftelijk in te dienen. De twee volgende kandidaten werden genomineerd:
- Albert Ramdin uit Suriname, minister van Buitenlandse Zaken (2020-2025) en voormalig assistent-secretaris-generaal van de OAS (2005-2015).
- Rubén Ramírez Lezcano uit Paraguay, minister van Buitenlandse Zaken (2006-2008; sinds 2023) en voormalig vertegenwoordiger van Uruguay bij de Corporación Andina de Fomento (CAF), de Latijns-Amerikaanse Integratieassociatie (ALADI) en UNESCO.

Op 10 februari 2025 vond een speciale vergadering plaats van de Permanente Raad van de OAS, waar de kandidaten hun voorstellen en initiatieven voor het leiden van de organisatie presenteerden. Op 11 februari vond een soortgelijke bijeenkomst plaats van de kandidaten met vertegenwoordigers van het maatschappelijk middenveld.
Op 5 maart maakte president Santiago Peña van Paraguay bekend dat zijn regering de nominatie van Ramírez introk vanwege het wegblijven van steun.

### Aanbevelingen
De 46e reguliere vergadering van de Conferentie van regeringsleiders van de Caribische Gemeenschap (Caricom), in februari 2024 gehouden in Georgetown, Guyana, steunde de kandidatuur van Ramdin. Het Caricom-blok is goed voor 14 stemmen in de OAS. Toen de verkiezingsdatum naderde, kondigden ongeveer tien andere landen aan dat ze op Ramdin zouden stemmen.
Ramírez werd beschreven als iemand die dicht bij de regering-Trump in de Verenigde Staten stond. Ramdin kreeg uiteindelijk ook de steun van de VS en kreeg nadien officiële felicitaties van de Amerikaanse regering.

## Verkiezing
De verkiezing werd gehouden tijdens een speciale zitting van de Algemene Vergadering van de OAS op 10 maart 2025. Als enige kandidaat werd Ramdin bij acclamatie gekozen. Tijdens zijn speech bepleitte hij de eenheid binnen de OAS te willen vergroten.

## Adjunct-secretaris-generaal
Op 5 mei 2025 werd Laura Gil Savastano gekozen tot zijn plaatsvervanger. Hiermee volgt zijn in juli Nestor Mendez uit Belize op.